# Celso Ramos
Celso Ramos este un oraș în Santa Catarina (SC), Brazilia.